# اودونو، میه
اودونو، میه (به لاتین: Udono) یک منطقهٔ مسکونی در ژاپن است که در ناحیه کانسای واقع شده‌است. اودونو ۴٬۸۵۲ نفر جمعیت دارد.